# Statue-menhir de la Borie de Blavy
La statue-menhir de la Borie de Blavy est une statue-menhir appartenant au groupe rouergat découverte à Escroux, dans le département du Tarn en France.

## Historique
La statue-menhir est inscrite monument historique au titre d'objet depuis le 14 octobre 2019.

## Description
Elle a été découverte en 1987 par Jean-Pierre Ortisset et Marie Maraval dans un tas de gravats au fond d'un jardin. La pierre est en schiste, elle mesure 1,27 m de hauteur sur 0,74 m de largeur pour une épaisseur de 0,10 m. Il manque le tiers supérieur de la statue comme si elle avait été décapitée. Le décor est assez bien conservé. C'est une statue masculine gravée uniquement sur la face antérieure. Elle comporte deux bras, deux mains, deux jambes, deux pieds, une ceinture, un baudrier et « l'objet ».
Elle est conservée chez son propriétaire.